# Наречений-розбійник
«Наречений-розбійник» (нім. Der Räuberbräutigam) — казка, опублікована братами Грімм у збірці «Дитячі та сімейні казки» (1812, том 1, казка 40). Згідно з класифікацією казкових сюжетів Аарне-Томпсона має номер 955: «Наречений-розбійник».

## Сюжет
Один мельник мав гарну дочку. Коли з'явився перший кавалер, що справляв враження багатого чоловіка, млинар без вагань погодився видати за нього свою дочку. Наречений не сподобався дочці млинаря, оскільки викликав у неї страх, який вона сама не могла зрозуміти.
Одного дня наречений запросив її навідатися до свого будинку, який знаходився у дрімучому лісі. Обіцяв посипати дорогу до свого дому попелом, щоб дівчина не заблукала. У визначений день дівчина вирушила у дорогу і знайшла самотній будинок у темних хащах. Коли переступила поріг, пташка у клітці застерегла її людським голосом про те, що вона у домі вбивць. Переповнена страхом дівчина, однак, ввійшла всередину, де зустріла стару-престару бабу, яка також попередила її про вбивць-людожерів, які там жили. Обіцяла їй допомогти, оскільки вбивці якраз мали повернутися, наказала їй  заховатися у велику бочку. Крізь отвір в бочці дівчина споглядала, як вбивці заходять додому. Серед них розпізнала і свого нареченого, який разом з іншими привів додому молоду дівчину, яку невдовзі розбійники розрубали, приготували та з'їли. Дочка млинаря з жахом дивилася на це все. Під час четвертування, палець дівчини, впав до її бочки. На пальці був перстень, тому вбивці вирішили його шукати, але за порадою старої, яка кликала їх до столу, відклали пошуки до наступного дня. Після трапези всі позасинали, адже стара підсипала їм сонного напою у вино. Дочка млинаря швидко залишила своє укриття і разом зі старою втекла з того дому.
Коли настав день весілля, наречений-розбійник прибув на свій шлюб, не знаючи, що дочка млинаря знала його секрет. Дівчина розповіла про свій пережиток і як доказ представила палець вбитої дівчини. Невдовзі розбійника та його банду схопили й передали до суду.